# Рантрум
Рантрум (њем. Rantrum) општина је у њемачкој савезној држави Шлезвиг-Холштајн. Једно је од 132 општинска средишта округа Нордфризланд. Према процјени из 2010. у општини је живјело 1.629 становника. Посједује регионалну шифру (AGS) 1054106.

## Географски и демографски подаци
Рантрум се налази у савезној држави Шлезвиг-Холштајн у округу Нордфризланд. Општина се налази на надморској висини од 3 метра. Површина општине износи 13,7 km². У самом мјесту је, према процјени из 2010. године, живјело 1.629 становника. Просјечна густина становништва износи 119 становника/km².